# 회색풀밭쥐
회색풀밭쥐(Abrothrix illuteus)는 비단털쥐과 안데스밭쥐속에 속하는 설치류의 일종이다. 아르헨티나 북서부 지역에서만 발견된다.